# Umgekehrte Proportionalität
Umgekehrte Proportionalität, indirekte Proportionalität, reziproke Proportionalität oder Antiproportionalität besteht zwischen zwei Größen, wenn sich eine proportional zum Kehrwert der anderen verhält, oder gleichbedeutend, das Produkt der Größen konstant ist. Die eine Größe ist dann eine umgekehrt proportionale (auch antiproportionale) Funktion der anderen Größe: Eine Verdopplung (Verdreifachung, Halbierung, …) der einen ist mit einer Halbierung (Drittelung, Verdopplung, …) der anderen verbunden. Der Funktionsgraph ist eine Hyperbel, die sich den Koordinatenachsen asymptotisch nähert.

## Umgekehrt proportionale Zusammenhänge

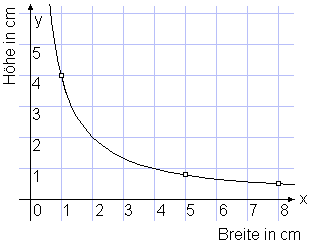
Funktionsgraph eines reziprok proportionalen Zusammenhangs: Höhe und Breite von Rechtecken mit Flächeninhalt = 4 cm^{2}

Das konstante Produkt zweier Größen {\displaystyle x} und {\displaystyle y} sei bekannt aus einem Wertepaar
({\displaystyle x_{0}}, {\displaystyle y_{0}}). Danach lässt sich die eine Größe als Funktion der anderen angeben:
{\displaystyle y={\frac {A}{x}}={\frac {x_{0}\cdot y_{0}}{x}}}.
Beispiel: Gegeben ist ein Rechteck, 8 cm breit und 0,5 cm hoch. Gesucht ist ein flächengleiches Rechteck der Breite 5 cm.
Das konstante Produkt ist 8 cm · 0,5 cm = 4 cm2.
Die gesuchte Höhe ist 4 cm2/(5 cm) = 0,8 cm.
Das nebenstehende Diagramm zeigt die beiden Wertepaare als markierte Punkte. An der Hyperbel {\displaystyle y=A/x} kann man weitere flächengleiche Rechtecke ablesen, z. B. 1 cm breit, 4 cm hoch.
Als weitere reziproke Zusammenhänge seien genannt:
- Um eine gegebene Strecke zurückzulegen, ist die Fahrtdauer umgekehrt proportional zur  Durchschnittsgeschwindigkeit.
- Nach dem Ohmschen Gesetz ist bei einer gegebenen elektrischen Spannung die elektrische Stromstärke umgekehrt proportional zum Widerstand.
- Nach dem Gesetz von Boyle-Mariotte ist bei einer gegebenen Stoffmenge und Temperatur der Druck eines idealen Gases umgekehrt proportional zu seinem Volumen.

## Reziproke Darstellung

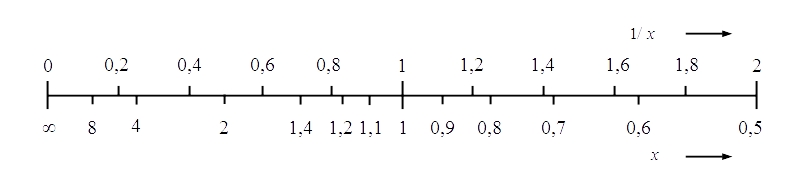
Obere Skale linear in geteilt
Untere Skale reziprok in geteilt

Die Darstellung umgekehrt proportionaler Zusammenhänge in einem kartesischen Koordinatensystem verwendet vielfach eine Achsenbeschriftung, bei der in einer linearen Teilung nicht der Zahlenwert einer darzustellenden Größe aufgetragen wird, sondern der Kehrwert ihres Zahlenwerts. Eine solche Darstellung ist vor allem dann hilfreich, wenn eine Proportionalität zwischen der abhängigen und dem Kehrwert der unabhängigen Variablen besteht. Dadurch entsteht in einem Liniendiagramm ein geradliniger Verlauf.
Als Beispiel sollen Vorgänge der chemischen Kinetik erster Ordnung dienen, deren Geschwindigkeitskonstante von der Temperatur abhängig ist, gemäß der Arrhenius-Gleichung
{\displaystyle k=k_{0}\cdot \mathrm {e} ^{-{\frac {E_{\mathrm {A} }}{R\cdot T}}}}
mit
| {\displaystyle k}                | Reaktionsgeschwindigkeitskonstante |
| {\displaystyle \mathrm {e} }     | Eulersche Zahl                     |
| {\displaystyle E_{\mathrm {A} }} | Aktivierungsenergie                |
| {\displaystyle R}                | universelle Gaskonstante           |
| {\displaystyle T}                | absolute Temperatur                |
Die Gleichung lässt sich umschreiben zu
{\displaystyle \quad \ln \left({\frac {k}{k_{0}}}\right)=-{\frac {E_{\mathrm {A} }}{R}}\cdot {\frac {1}{T}}}.
Ob ein Prozess tatsächlich gemäß der Arrhenius-Gleichung als Reaktion erster Ordnung abläuft, ist daran zu erkennen, ob in einer Darstellung, in der {\displaystyle \ln(k/k_{0})} über {\displaystyle 1/T} mit linearen Teilungen aufgetragen wird, eine Gerade entsteht, siehe Arrheniusgraph. Die Aktivierungsenergie ergibt sich bei dieser Geraden aus ihrem Anstieg {\displaystyle (-E_{\mathrm {A} }/R)}.

## Schreibweise
Für „a ist umgekehrt proportional zu b“ schreibt man mit einem der beiden Proportionalitätszeichen kurz
{\displaystyle a\sim {\frac {1}{b}}}   oder   {\displaystyle \displaystyle a\propto {\frac {1}{b}}}.